# 炒飯

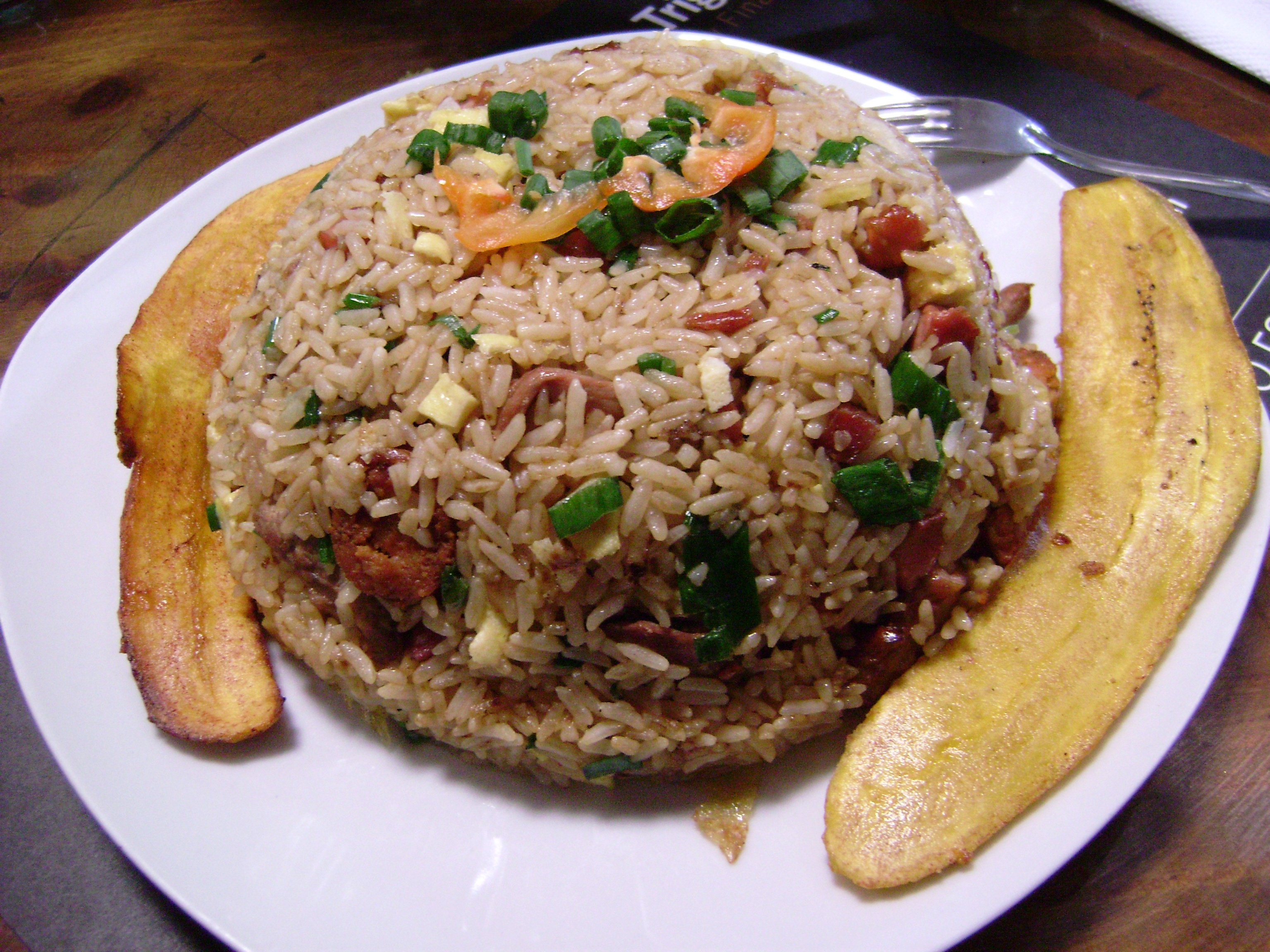
蛋炒飯

炒饭是一种食物，是将煮熟的米饭在炒锅或煎锅中翻炒，并通常与其他食材（如鸡蛋、蔬菜、海鲜或肉类）混合而成。通常可以单独食用或作为其他菜肴的搭配。炒饭是东亚、东南亚以及一些南亚菜系中很受欢迎的一道菜，也是印度尼西亚的主要国菜之一。作为家常菜，炒饭通常使用其他菜肴剩余的食材制作，因此有无数的变化和口味。
炒饭有许多不同种类，各自有其特定的配料。在中国，常见的品种包括扬州炒饭和福建炒饭。日本的炒饭被认为是一道日本中式菜肴，源自中国的炒饭。在东南亚，印尼、马来西亚和新加坡的炒饭以及泰国的炒饭是受欢迎的菜肴。在西方，大多数供应素食的餐厅都发明了自己的炒饭品种，包括蛋炒饭。炒饭也出现在提供没有传统炒饭的美国餐厅的菜单上。此外，一些拉丁美洲国家的菜肴中也包括炒饭的变种，如厄瓜多尔的chaulafan、秘鲁的arroz chaufa、古巴的arroz frito和波多黎各的arroz mamposteao。
在亚洲，炒饭是常见的街边小吃。在一些亚洲国家，小餐馆、路边摊和流动小贩专门贩卖炒饭。在印度尼西亚的城市里，常见的是炒饭小贩们推着食品推车穿梭于街道之间，将车停在繁忙的街道或住宅区。许多东南亚的街边小食摊提供炒饭以及一系列可选择的配菜和小吃。

## 歷史演進
早在7000多年前，甚至更早，中國江南一帶開始種植水稻當作糧食。一開始的米飯是用蒸的。直到春秋時代，鐵器開始較為普遍的使用在農耕和炊具上。這時才有最早的炒製食物出現。
炒飯的歷史可以追溯到距今約1600年前的中國。關於第一盤炒飯是如何被發明，有兩種說法，一說是民間發明，另一說為最早的炒飯是皇帝愛吃的珍饈。
早在春秋時期，揚州一帶古運河邗溝上的平民，喜歡用雞蛋炒飯。 當時人們會把中午吃剩的剩飯留到晚上，加入一兩顆雞蛋和蔥花炒一炒，成為蛋炒飯。 宋朝時，炒這種烹飪方式蔚為風行。比起普通的烹飪方式，如蒸、煮，這時人們意識到炒製的食物比起蒸煮味道更好。在這之前，中國的傳統烹飪方式以蒸、煮為主，頂多用烤製的方式來烹飪。由於宋代時榨油的技術提升，油料的價格下降使得炒製得以盛行，尤其是植物油。動物油的煙點比植物油低得多，也就是說動物油不能加熱太久的時間，否則會冒出青黑色的油煙並在鍋中產生一層難以清除的黑色炭化物質。植物油則可以長時間在鍋中翻炒，不會炭化。炒飯也在這時普遍的出現。到了明代，揚州民間廚師又在炒飯中增加一些食材，例如火腿（或叉燒）和玉米等，成為今時今日「揚州炒飯」的雛型。
另一說法相傳是隋朝時隋煬帝南巡江都（今揚州）時，命人煮他喜歡吃的「碎金飯」，就是雞蛋炒飯。因其飯粒均勻包裹蛋液，外呈金黃色而裡面是白飯的銀白色而被又稱為「金裹銀」。從此揚州人便把金色的雞蛋炒飯稱為「揚州炒飯」。

## 世界各地的炒飯

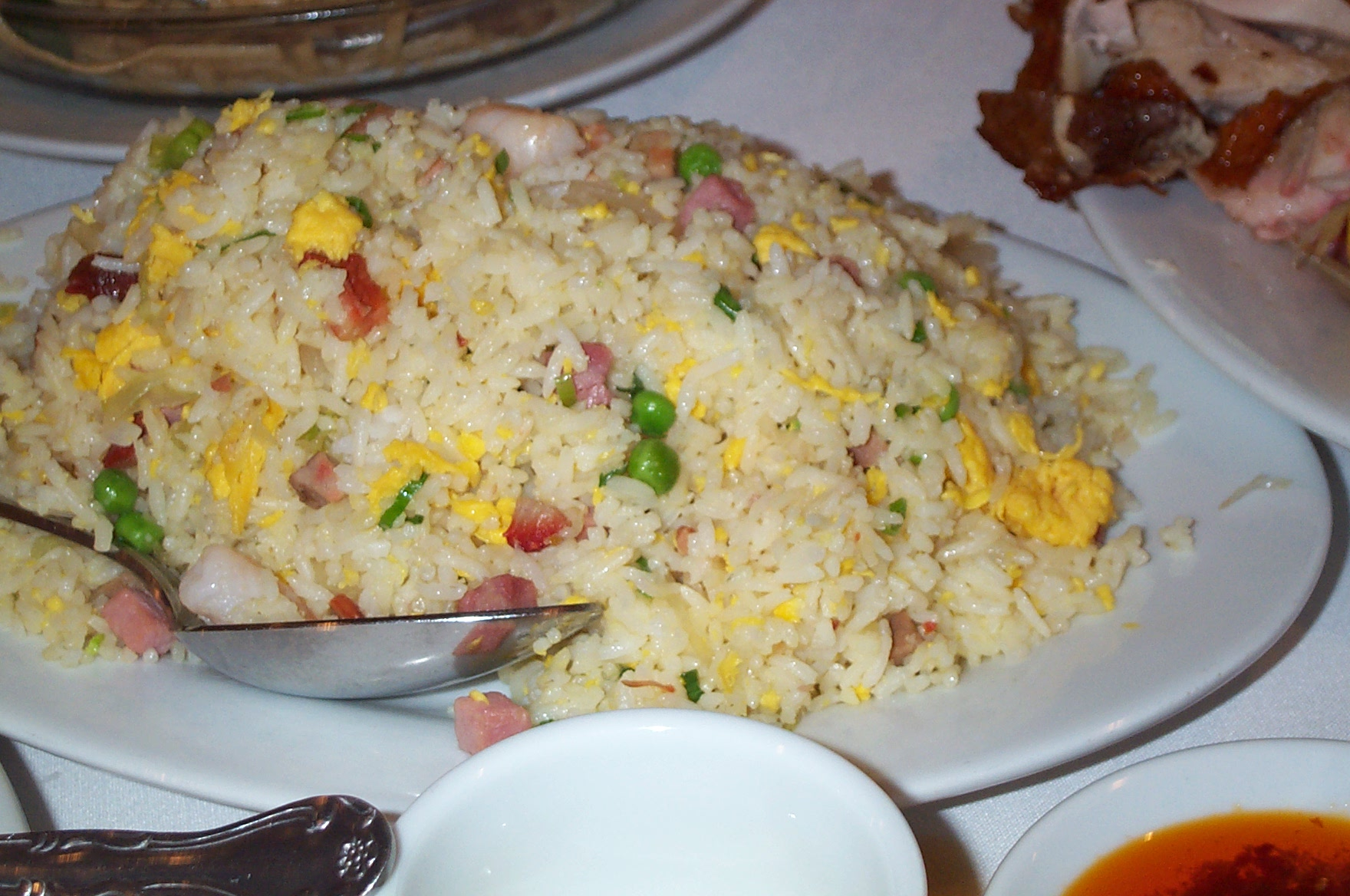
揚州炒飯

中國大陸
- 揚州炒飯揚州炒飯
- 廣州炒飯
- 武漢炒花飯
- 云南火腿炒饭
- 黄金炒饭（古代叫做碎金饭）
- 蛋炒飯
- 福建炒饭
- 腊肉炒饭

香港
- 港式炒飯
- 福建炒飯
- 西炒飯
- 鹹魚雞粒炒飯鹹魚雞粒炒飯
- 饅魚炒飯
- 生炒牛肉飯
- 菠蘿雞粒炒飯
- 瑤柱蛋白炒飯
- 鴛鴦炒飯
- 大澳炒飯
- 海鮮炒飯
- XO醬海鮮炒飯
- 星州炒飯

台灣
- 什錦炒飯
- 肉絲炒飯
- 海鮮炒飯
- 蝦仁炒飯
- 火腿炒飯
- 蛋炒飯
- 揚州炒飯
- 廣州炒飯
- 武漢炒花飯
- 雲南火腿炒飯
- 黄金炒飯（古代叫做碎金飯）
- 蛋炒飯
- 福建炒飯
- 腊肉炒飯

日本
- 日式炒飯

韓國
- 泡菜炒飯

越南
- 鳳梨叉燒炒飯

印尼
- 印尼炒飯

泰國
- 泰式炒飯
- 鳳梨海鮮炒飯

印度
- 咖哩炒飯
- 印度香飯

歐洲
- 西班牙大鍋飯
- 土耳其抓飯

中南美洲

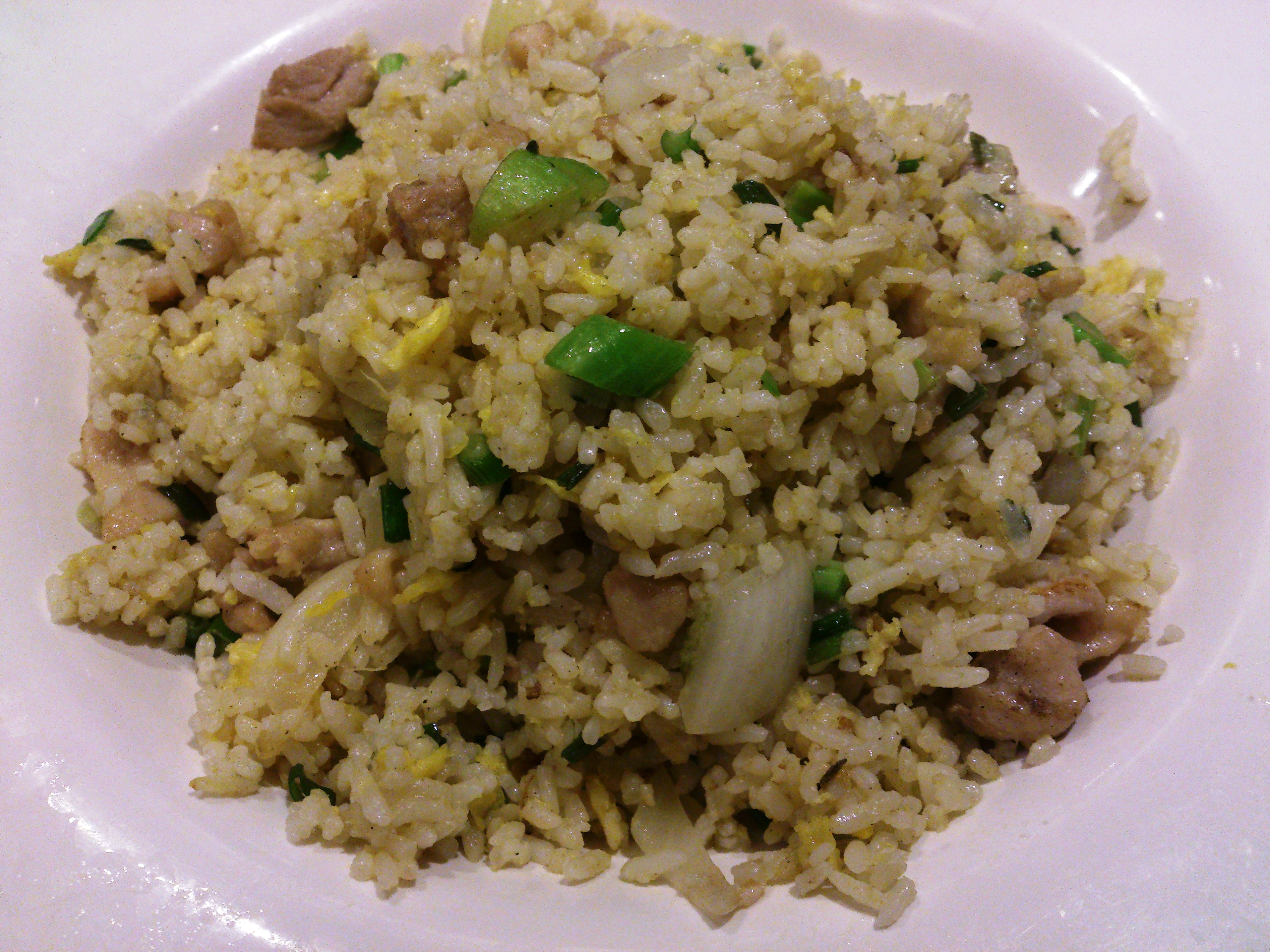
鹹魚雞粒炒飯

- 秘魯炒飯（Arroz chaufa，由廣東移民引入，並融合當地飲食文化）

## 照片集

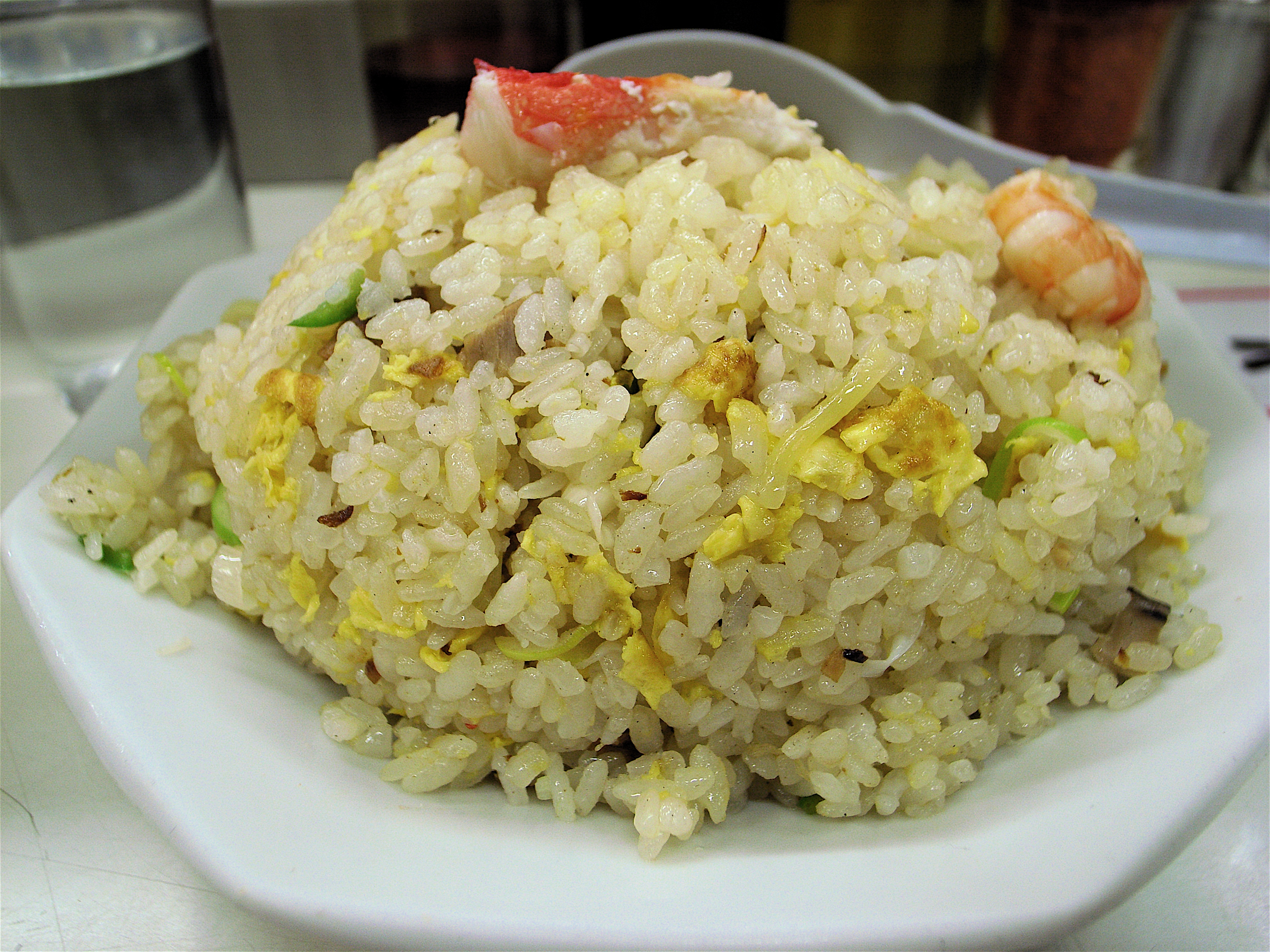
Kossy的什錦炒飯
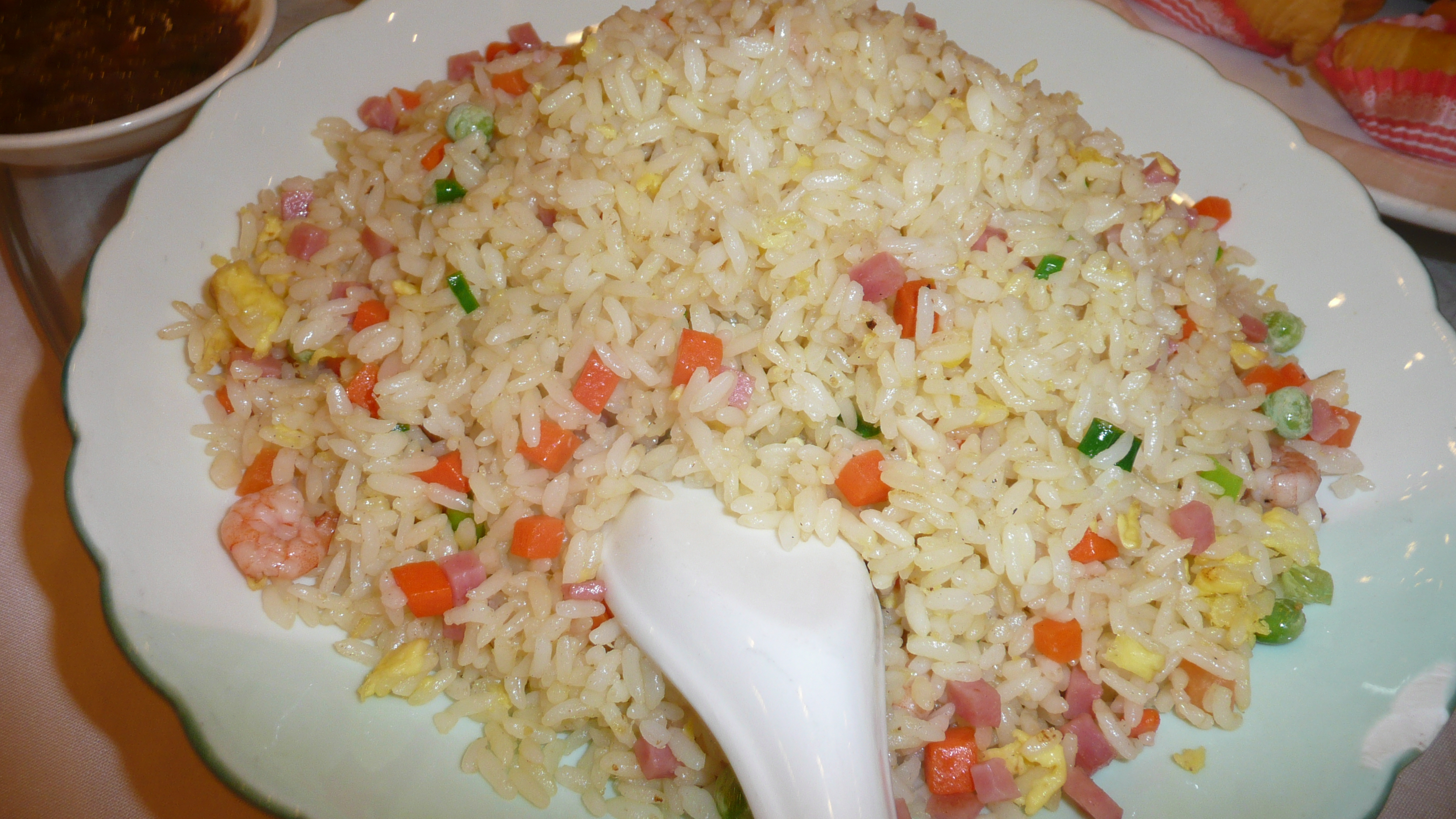
廣東深圳的炒飯
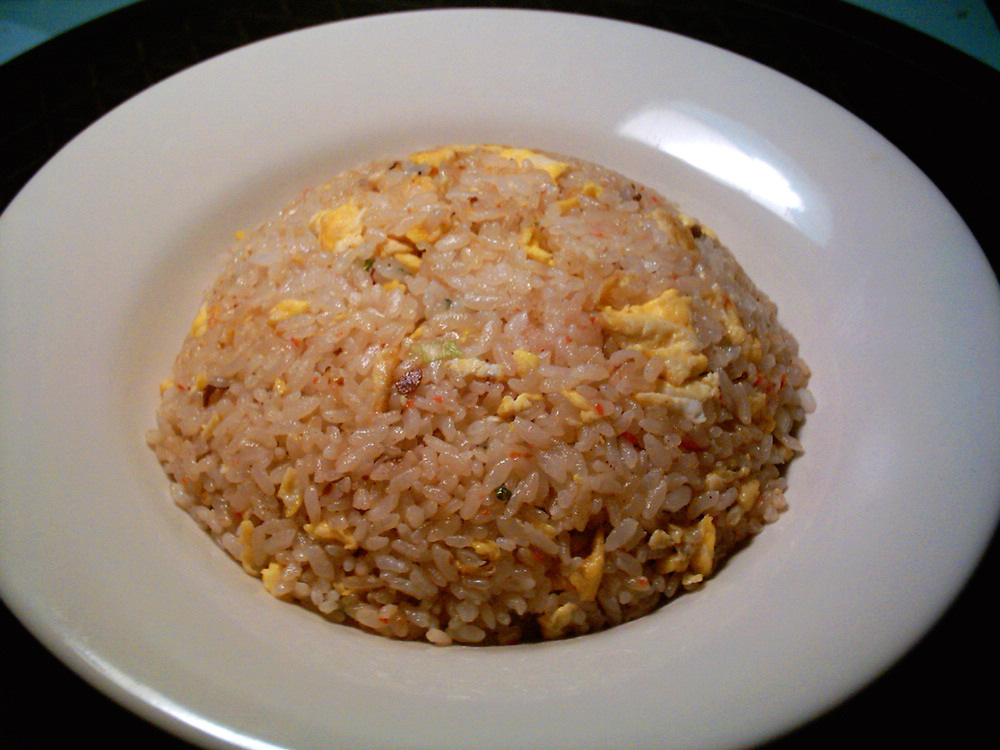
日本的蛋炒飯
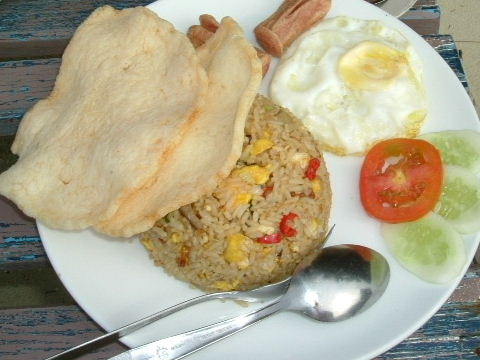
印尼炒飯
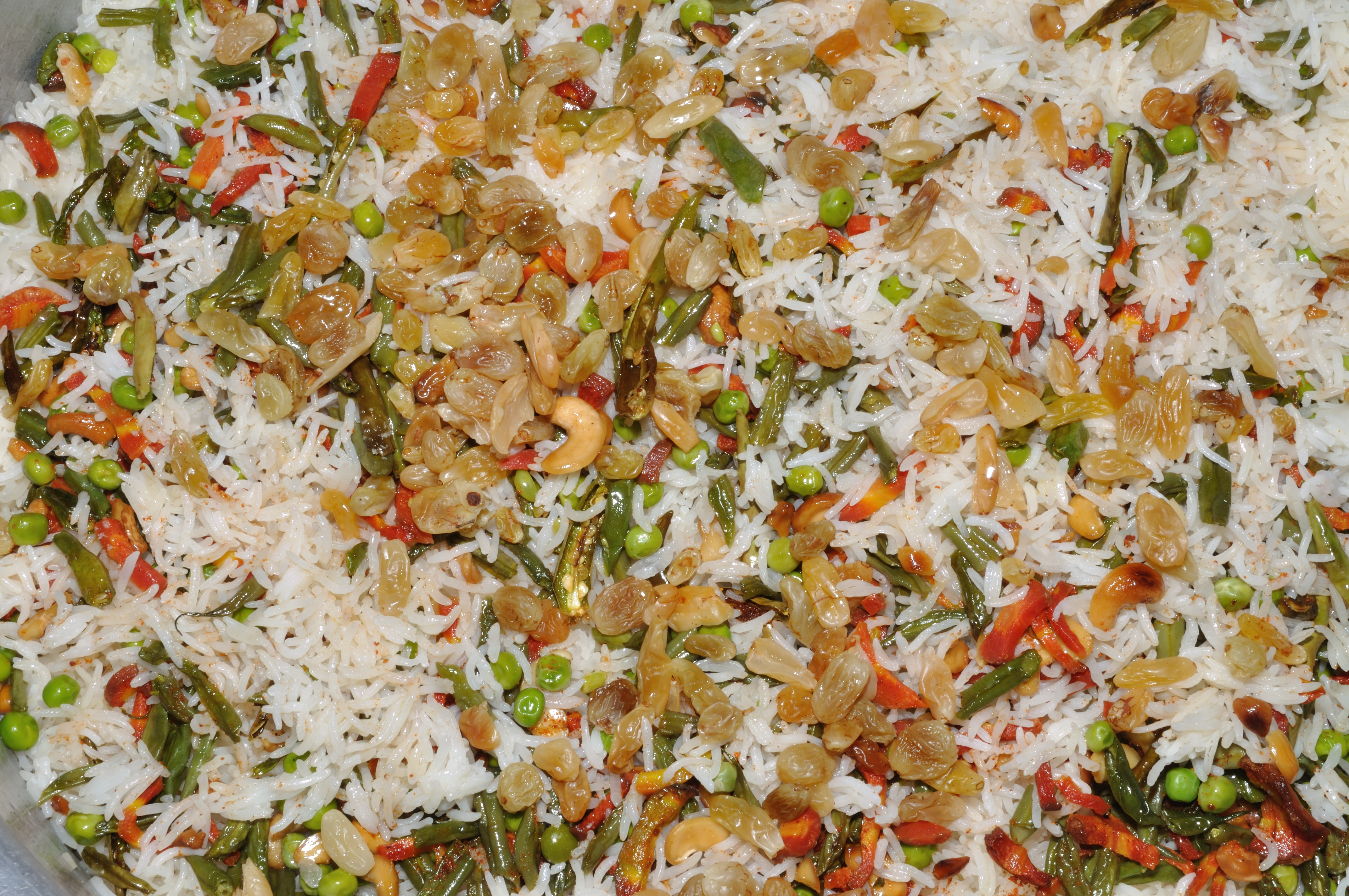
加爾各答的乾果炒飯
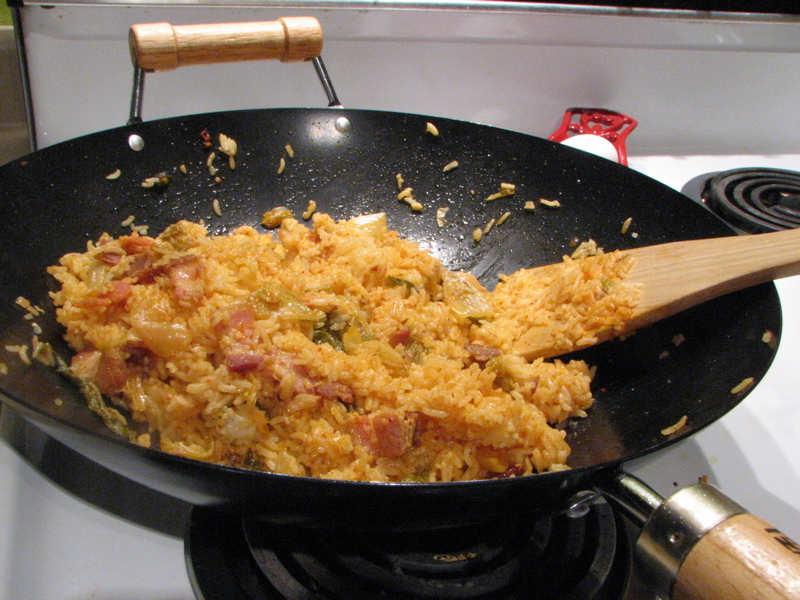
韓國泡菜炒飯
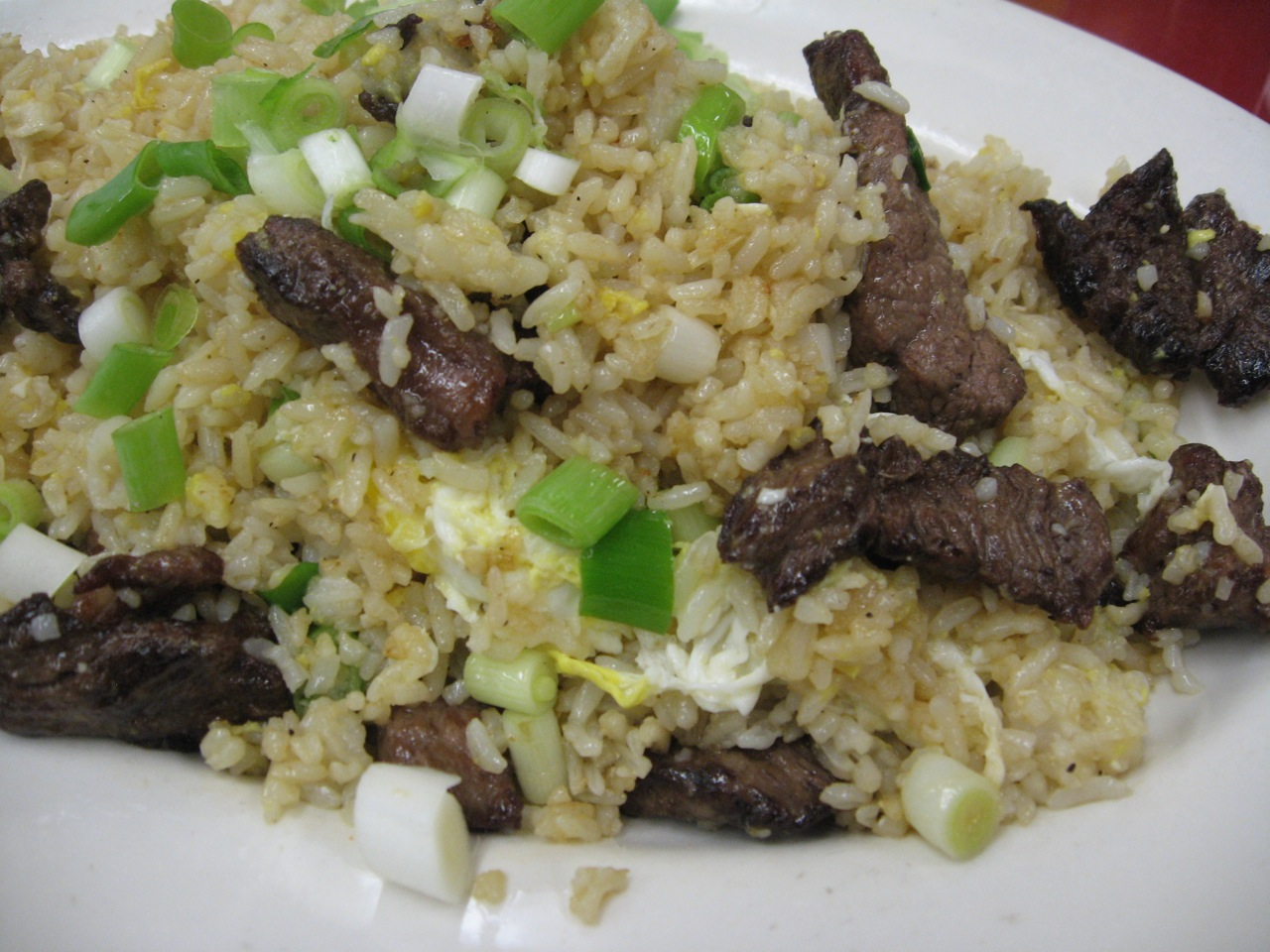
牛肉秘魯炒飯
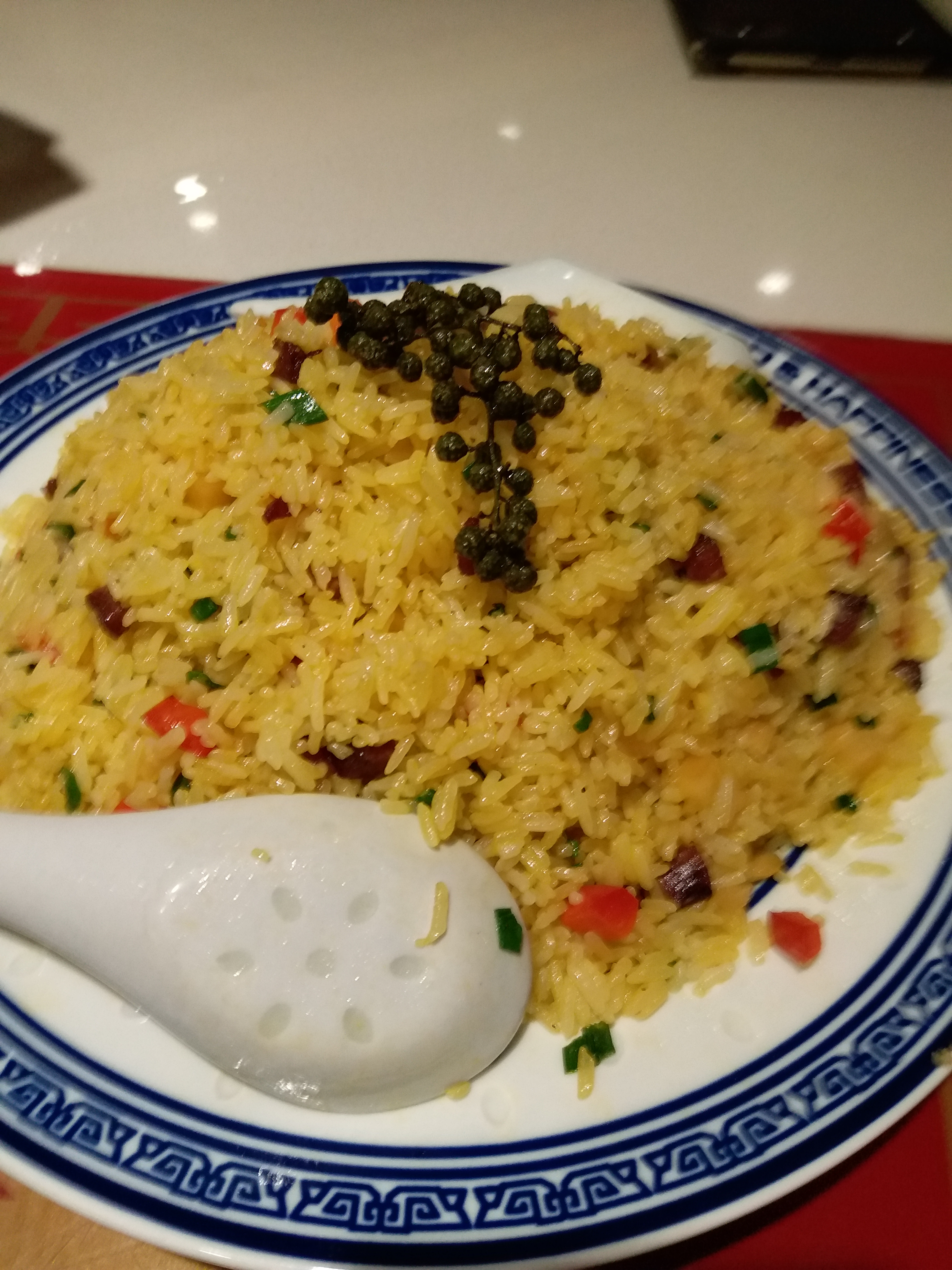
廣州的炒飯

## 忌諱
- 毛岸英，毛澤東與第二任妻子所生的長子，相傳在抗美援朝時在戰地裏生火煮蛋炒飯，其炊煙被美國的轟炸機發現，當場被燃燒彈炸死。蛋炒飯自此在中國大陸，尤其在毛岸英的生日或忌日，便成為了敏感詞，更加有網紅因為發放蛋炒飯的製作視頻而被網民要求跪地道歉[2]。